# Torneo Interbritannico 1936
Il Torneo Interbritannico 1936 fu la quarantottesima edizione del torneo di calcio conteso tra le Home Nations dell'arcipelago britannico. Il torneo fu vinto dalla Scozia.

## Risultati
| Data             | Luogo         | Squadra 1   | Risultato | Squadra 2   |
| ---------------- | ------------- | ----------- | --------- | ----------- |
| 5 ottobre 1935   | Cardiff       | Galles      | 1 - 1     | Scozia      |
| 19 ottobre 1935  | Belfast       | Irlanda     | 1 - 3     | Inghilterra |
| 13 novembre 1935 | Edimburgo     | Scozia      | 2 - 1     | Irlanda     |
| 5 febbraio 1936  | Wolverhampton | Inghilterra | 1 - 2     | Galles      |
| 11 marzo 1936    | Belfast       | Irlanda     | 3 - 2     | Galles      |
| 4 aprile 1936    | Londra        | Inghilterra | 1 - 1     | Scozia      |

## Classifica
| Pos | Squadra     | Pti | G | V | N | P | GF | GS |
| --- | ----------- | --- | - | - | - | - | -- | -- |
| 1   | Scozia      | 4   | 3 | 1 | 2 | 0 | 4  | 3  |
| 2   | Inghilterra | 3   | 3 | 1 | 1 | 1 | 5  | 4  |
| 2   | Galles      | 3   | 3 | 1 | 1 | 1 | 5  | 5  |
| 4   | Irlanda     | 2   | 3 | 1 | 0 | 2 | 5  | 7  |